# Teucholabis noctula
Teucholabis noctula är en tvåvingeart som beskrevs av Alexander 1971. Teucholabis noctula ingår i släktet Teucholabis och familjen småharkrankar.
Artens utbredningsområde är Panama. Inga underarter finns listade i Catalogue of Life.